# 第2戰鬥機聯隊 (納粹德國)
第2战斗机联队（德語：Jagdgeschwader 2，簡稱：JG 2）是隶属于纳粹德国空军的战斗机作战单位。